# بوغدان دانيال ديك

بوغدان دانيال ديك (مواليد 8 أكتوبر 2001) هو لاعب شطرنج روماني حصل على لقب أستاذ كبير وهو في عمر ال 14 عام،7شهور و27 يوم.

## روابط خارجية
- بوغدان دانيال ديك على موقع الاتحاد الدولي للشطرنج (الإنجليزية)
- بوغدان دانيال ديك على موقع مباريات الشطرنج (الإنجليزية)
- بوغدان دانيال ديك على موقع 365Chess.com (الإنجليزية)
- بوغدان دانيال ديك على موقع Chesstempo.com (الإنجليزية)